# Нефтешламы
Нефтешламы (нефтяные шламы) — это сложные физико-химические смеси, которые состоят из нефтепродуктов, механических примесей (глины, окислов металлов, песка) и воды. Соотношение составляющих нефтешлам элементов может быть самым различным.
Нефтяные шламы образуются при проведении таких производственных процессов, как переработка, добыча и транспортировка нефти. Данный тип отходов представляет большую опасность для окружающей среды и подлежит в первую очередь переработке, хотя захоронению по-прежнему подвергается большая часть нефтешламов.
Образовываться нефтешламы могут как в результате естественных контролируемых процессов (например, очистка нефти от примесей и воды), так и от всевозможных аварий (разливов). В последнем случае при позднем обнаружении или масштабной аварии природе может быть нанесён огромный ущерб.
В зависимости от способа образования и, соответственно, физико-химического состава нефтяные шламы подразделяются на несколько групп или видов:
1. Придонные, образующиеся на дне различных водоёмов после произошедшего разлива нефти.
2. Образующиеся при бурении скважин буровыми растворами на углеводородной основе.
3. Образующиеся в процессе добычи нефти, а, точнее, в процессе её очищения. Дело в том, что добытая из скважины нефть содержит многочисленные соли, выпавшие твёрдые углеводороды, механические примеси (в том числе и частицы горных пород).
4. Резервуарные нефтешламы — отходы, которые образуются при хранении и транспортировке нефти в самых разнообразных резервуарах.
5. Грунтовые, являющиеся продуктом соединения почвы и пролившейся на неё нефти (причиной этого может быть как технологический процесс, так и авария). Этот вид нефтешламов (загрязненных почв) относится к отходам только после размещения в накопителях отходов или на полигонах для переработки отходов.

Углеводородный (нефтяной) компонент нефтешламов может быть представлен различными соединениями, которые в результате длительного хранения, под действием природных сил, могут преобразовываться в другие соединения за счет процессов конденсации, полимеризации, изомеризации.
Переработка и утилизация нефтешламов — это важная экологическая и экономическая задача. Одной из возможных технологий переработки является трехфазное разделение на базе трикантеров Флоттвег. В результате нефтешлам разделяется на воду, нефтепродукт и мехпримеси за один этап. Дополнительно извлеченный нефтепродукт может быть возвращен в производство.